# Opius signisoma
Opius signisoma är en stekelart som beskrevs av Fischer 1969. Opius signisoma ingår i släktet Opius och familjen bracksteklar. Inga underarter finns listade i Catalogue of Life.